# St. Jürgen (Lilienthal)
St. Jürgen (niederdeutsch Sank Jürgen) ist ein Ortsteil der Gemeinde Lilienthal im niedersächsischen Landkreis Osterholz. Zu St. Jürgen gehören die zehn Ortsteile Frankenburg, Höftdeich, Kleinmoor, Mittelbauer, Moorhausen, Niederende, Oberende, St. Jürgen, Vierhausen und Wührden.

## Geografie und Verkehrsanbindung
Der Ortsteil liegt nordwestlich vom Kernbereich von Lilienthal zwischen der nördlich fließenden Hamme und der südlich fließenden Wümme. Westlich von St. Jürgen liegt die Gemeinde Ritterhude; die Landesgrenze zu Bremen verläuft südlich.
Südöstlich liegen die beiden Naturschutzgebiete Truper Blänken und Untere Wümme. 
Nordwestlich verläuft die B 74 und südwestlich die A 27.

## Sehenswürdigkeiten

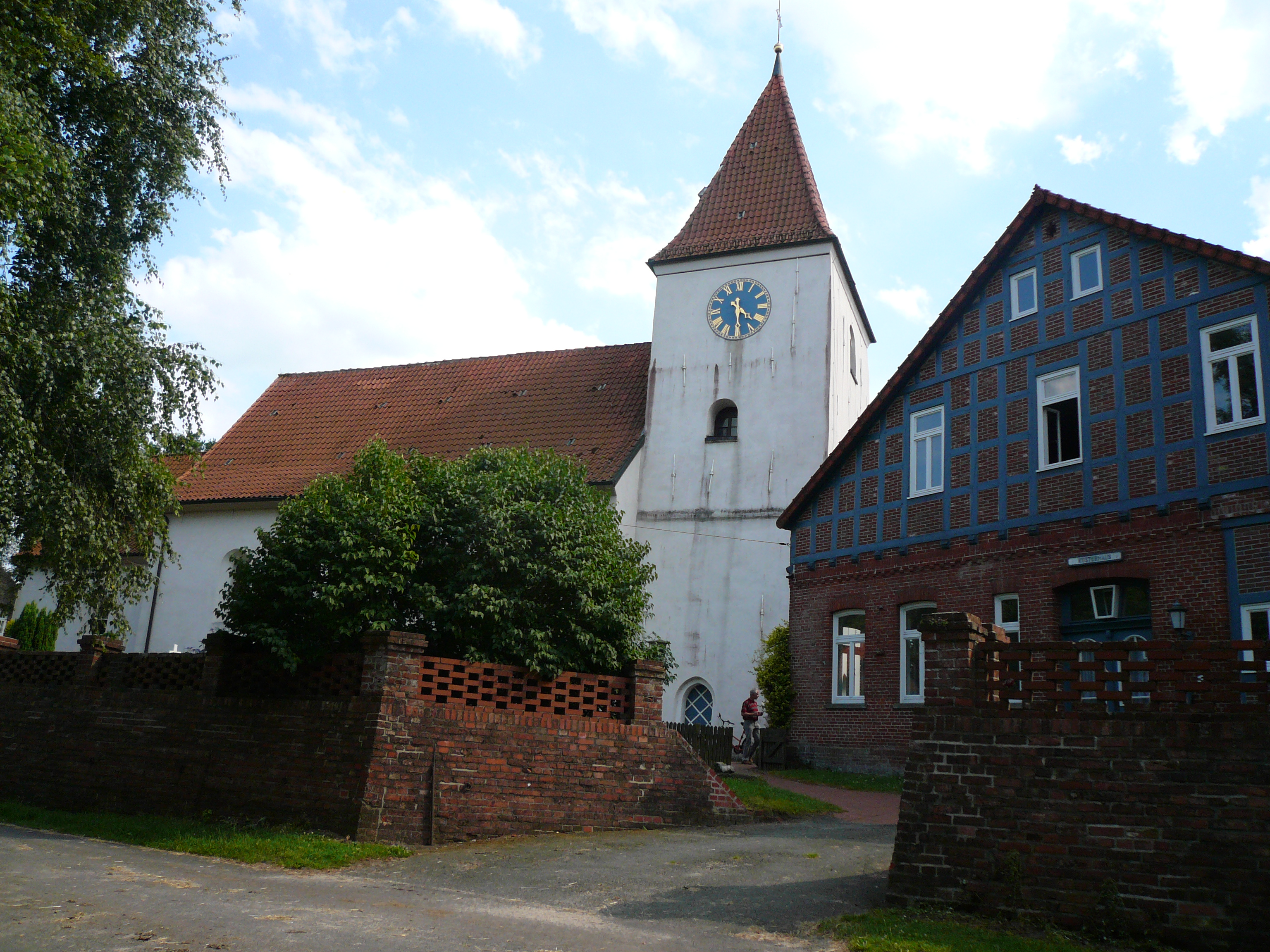
Die St.-Jürgens-Kirche aus nördlicher Richtung, daneben das Küsterhaus

- St.-Jürgens-Kirche (Lilienthal) aus dem 12. Jahrhundert
- Wohn- und Wirtschaftsgebäude Heinrich-Schmidt-Barrien-Weg 1 von 1621; ältestes Fachwerkgebäude im Landkreis
- Wohn- und Wirtschaftsgebäude Mittelbauer 13, im Kern von um 1638, Wirtschaftsgiebel von 1887
- Hofanlage Frankenburg 41 von 1866
- Hofanlage Oberende 6 von um 1850 und 1904
- Wohn- und Wirtschaftsgebäude Frankenburg 72 vom um 1890 in Backstein
- Wohn- und Wirtschaftsgebäude Oberende 25 vom 19. Jh. in Fachwerk
- Wohnhaus Hinter dem Berg 67 von um 1890 sowie Rumpf der ehemaligen Frankenburger Windmühle
- Scheune Oberende 13 in Fachwerk, im Kern aus dem 17. Jahrhundert, um 1900 erweitert; Teil des Reiterhofs Tietjen